# Diego Velázquez festményeinek listája
Az alábbi lista a 17. századi spanyol festő, Diego Velázquez műveit tartalmazza, aki mintegy 110-120 képet készített.

## Sevilla (1622-ig)
| Kép | Cím                                                                                  | Dátum     | Méret (cm)    | Gyűjtemény                                     | Megjegyzés | Morán–Sánchez/López-Rey katalógusszám |
| --- | ------------------------------------------------------------------------------------ | --------- | ------------- | ---------------------------------------------- | --- | ------------------------------------- |
|     | Három zenész Tres músicos                                                            | 1617–1618 | 87 × 110      | Berlini Állami Múzeumok                        | | 1/1                                   |
|     | Ebéd El almuerzo                                                                     | kb. 1618  | 108,5 × 102   | Ermitázs, Szentpétervár                        | | 2/3                                   |
|     | Az emmauszi vacsora/Mulatt nő La cena de Emaús/La mulata                             | kb. 1620  | 55 × 118      | Ír Nemzeti Galéria, Dublin                     | A művészettörténészek 1617-1622 közötti időpontot valószínűsítenek.                                                           | 3/17                                  |
|     | Tojást sütő öregasszony Vieja friendo huevos                                         | 1618      | 100,5 × 119,5 | Skót Nemzeti Galéria, Edinburgh                | Dátumozva a jobb alsó sarokban                                                                                                | 5/6                                   |
|     | Krisztus Márta és Mária házában Cristo en casa de Marta y María                      | 1618      | 60 × 103,5    | Londoni Nemzeti Galéria                        | Dátumozva | 6/7                                   |
|     | Két ifjú az asztalnál Dos jóvenes a la mesa                                          | 1622      | 65,3 × 104    | Apsley House, London                           | | 9/24                                  |
|     | Szent Tamás Saint Thomas                                                             | 1619–1620 | 95 × 73       | Orléans-i Szépművészeti Múzeum                 | | 10/10                                 |
|     | Szeplőtelen fogantatás Immaculate Conception                                         | 1619      | 135 × 101,6   | Londoni Nemzeti Galéria                        | | 11/11                                 |
|     | Patmoszi Szent János San Juan en Patmos                                              | 1619      | 135,5 × 102,2 | Londoni Nemzeti Galéria                        | | 12/12                                 |
|     | A háromkirályok imádása Adoración de los Reyes Magos                                 | 1619      | 204 × 126,5   | Prado, Madrid                                  | Dátuma a Szűz Mária lába alatti kövön található                                                                               | 13/13                                 |
|     | Szent Pál San Pablo                                                                  | 1619–1620 | 99 × 78       | Katalóniai Nemzeti Művészeti Múzeum, Barcelona | | 14/14                                 |
|     | Apostol feje Cabeza de apóstol                                                       | 1622      | 38 × 29       | Prado, Madrid                                  | | 15/15                                 |
|     | Sevillai vízárus El aguador de Sevilla                                               | 1620      | 106,7 × 81    | Apsley House, London                           | | 16/16                                 |
|     | Don Cristóbal Suárez de Ribera                                                       | 1620      | 207 × 148     | Sevillai Szépművészeti Múzeum                  | Az aláírás és a dátum nehezen olvasható. A kép modellje 1618-ban meghalt, így ez feltetheően egy posztumusz portré.           | 17/19                                 |
|     | Jerónima de la Fuente tiszteletreméltó anya La venerable madre Jerónima de la Fuente | 1620      | 162 × 107     | Prado, Madrid                                  | Az aláírás "Diego Velazquez f. 1620". A kereszt körüli szalag feliratát 1944-ben letörölték, mert későbbi betoldásnak hitték. | 18/20                                 |
|     | Jerónima de la Fuente tiszteletreméltó anya La venerable madre Jerónima de la Fuente | 1620      | 162.5 × 105   | Colección Fernández Araoz, Madrid              | Az aláírás "Diego Velazquez f. 1620", de valaki más kézírásával.                                                              | 19/21                                 |
|     | Szent Ildefonso megkapja miseruháját Imposición de la casulla a San Ildefonso        | 1620–1623 | 166 × 120     | Sevilla városa                                 | Rossz állapotú, festékhiányos                                                                                                 | 20/22                                 |
|     | Egy úriember portréja/Francisco Pacheco Retrato de caballero/Francisco Pacheco       | 1620–1622 | 40 × 36       | Prado, Madrid                                  | | 21/23                                 |

## Madrid (1622–1629)
| Kép | Cím                                                                                 | Dátum     | Méret (cm)    | Gyűjtemény                                                              | Megjegyzés | Morán–Sánchez/López-Rey katalógusszám |
| --- | ----------------------------------------------------------------------------------- | --------- | ------------- | ----------------------------------------------------------------------- | --- | ------------------------------------- |
|     | Luis de Góngora y Argote arcképe Retrato de Luis de Góngora y Argote                | 1622      | 50,3 × 40,5   | Bostoni Szépművészeti Múzeum                                            | | 22/25                                 |
|     | Férfiportré Retrato de hombre                                                       | 1623–1624 | 55,5 × 38     | Prado, Madrid                                                           | Egyes szakértők szerint önarckép, mások a fivérének, a szintén festő Juannak vélik.                                                                           | 24/27                                 |
|     | IV. Fülöp Felipe IV                                                                 | 1623–1624 | 61,6 × 48,2   | Meadows Museum, Dallas                                                  | Egyes szakértők szerint a király első portréja, mások elutasítják a hipotézist                                                                                | 25/28                                 |
|     | Hölgy arcképe Retrato de dama                                                       | 1625      | 32 × 24       | 1989-ben ellopták a madridi Királyi Palotából, azóta holléte ismeretlen | Egy nagyobb portré töredéke, amely valószínűleg az Alcazar-tűzben sérült meg                                                                                  | 28/31                                 |
|     | Szarvasfej Cabeza de venado                                                         | 1626–1628 | 58 × 44,5     | Prado, Madrid                                                           | Dátumozása ellentmondásos, legtöbben 1635-re teszik | 31/33                                 |
|     | A keresztény lélek által szemlélt Krisztus Cristo contemplado por el alma cristiana | 1626–1628 | 165 × 206,4   | Londoni Nemzeti Galéria                                                 | | 32/35                                 |
|     | IV. Fülöp Felipe IV                                                                 | 1623–1628 | 198 × 101,5   | Prado, Madrid                                                           | | 33/36                                 |
|     | Don Carlos infáns El infante don Carlos                                             | 1626–1628 | 209 × 12      | Prado, Madrid                                                           | | 34/37                                 |
|     | IV. Fülöp Felipe IV                                                                 | kb. 1628  | 57 × 44.5     | Prado, Madrid                                                           | Egy nagyobb kép töredéke, amelyet két fázisban festettek; a másodikban átalakították a ruhát és ráfestették a vörös szalagot.                                 | 35/38                                 |
|     | Dámokritosz/A geográfus Demócrito/El geógrafo                                       | 1628–1629 | 101 × 81      | Roueni Szépművészeti Múzeum                                             | A fejet és kezet 1640 körül átfestették. A radiográfiás vizsgálat szerint a bal kéz eredetileg poharat tartott, amint azt a két fennmaradt másolat is mutatja | 37/40                                 |
|     | Bacchus diadala/Részegek El triunfo de Baco/Los Borrachos                           | 1628–1629 | 165,5 × 227,5 | Prado, Madrid                                                           | | 38/41                                 |
|     | Az emmauszi vacsora La cena de Emaús                                                | 1628–1629 | 123.2 × 132.7 | Metropolitan Museum, New York                                           | Dátumozása ellentmondásos; 1619 és az első itáliai utazásról való visszatérés között                                                                          | 39/42                                 |

## Első itáliai út (1629–1630)
| Kép | Cím | Dátum | Méret (cm)  | Gyűjtemény                | Megjegyzés | Morán–Sánchez/López-Rey katalógusszám |
| --- | --- | ----- | ----------- | ------------------------- | --- | ------------------------------------- |
|     | Ausztriai Mária, Magyarország királynője María de Austria, reina de Hungría                                                  | 1630  | 59,5 × 45,5 | Prado, Madrid             | | 40/48                                 |
|     | József köntöse La túnica de José                                                                                             | 1630  | 223 × 250   | El Escorial               | | 41/43                                 |
|     | Vulcanus kovácsműhelye La fragua de Vulcano                                                                                  | 1630  | 222 × 290   | Prado, Madrid             | | 42/44                                 |
|     | Apolló feje Cabeza de Apolo                                                                                                  | 1630  | 36 × 25     | Magángyűjtemény, New York | Tanulmány a Vulcanus kovácsműhelyé-hez | 43/45                                 |
|     | A római Villa Medici kertjének látképe (Ariadné pavilonja) Vista del jardín de la Villa Medici en Roma (Pabellón de Ariadna) | 1630  | 44,5 × 38,5 | Prado, Madrid             | Dátumozása ellentmondásos. A szakértők egy része a következő képpel együtt a második itáliai út idejére datálják, míg a Museo del Pradóban végzett technikai vizsgálatok megerősítik a López-Rey által javasolt 1630-as időpontot. | 44/46                                 |
|     | Kilátás a római Villa Medici kertjére (a Grotto bejárata) Vista del jardín de la Villa Medici en Roma (Entrada de la Gruta)  | 1630  | 48,5 × 43   | Prado, Madrid             | | 45/47                                 |

## Madrid (1631–1648)
| Kép | Cím | Dátum     | Méret (cm)    | Gyűjtemény                                                | Megjegyzés | Morán–Sánchez/López-Rey katalógusszám |
| --- | --- | --------- | ------------- | --------------------------------------------------------- | --- | ------------------------------------- |
|     | Szibilla (Juana Pacheco?) Sibila (¿Juana Pacheco?)                                                                            | 1630–1631 | 62 × 50       | Prado, Madrid                                             | Miután Isabel de Farnesio 1746-ban megszerezte, "Velázquez feleségeként" tartották számon, de ezt az állítást a mai szakértők bizonyítatlannak tartják | 46/49                                 |
|     | Fiatalember arcképe Retrato de hombre joven                                                                                   | 1630–1631 | 89,2 × 69,5   | Alte Pinakothek, München                                  | Befejezetlen, a kezek csak vázlatosak, bár egyes szakértők szerint Velázquez szándékosan hagyta így, hogy jobban hangsúlyozza a portré lényegi részeit | 47/50                                 |
|     | Aquinói Szent Tamás megkísértése La tentación de Santo Tomás de Aquino                                                        | 1631–1632 | 244 × 203     | Egyházi Múzeum, Orihuela                                  | | 48/130                                |
|     | Baltasar Carlos herceg egy törpével El príncipe Baltasar Carlos con un enano                                                  | 1631      | 128,1 × 102   | Bostoni Szépművészeti Múzeum                              | | 49/51                                 |
|     | IV. Fülöp barnában és ezüstben Felipe IV de castaño y plata                                                                   | 1631–1632 | 199,5 × 113   | Londoni Nemzeti Galéria                                   | | 50/52                                 |
|     | Bourbon Izabella Isabel de Borbón                                                                                             | 1631–1632 | 207 × 119     | Magángyűjtemény, New York                                 | | 51/53                                 |
|     | Don Diego del Corral y Arellano                                                                                               | 1631–1632 | 205 × 116     | Prado, Madrid                                             | | 52/55                                 |
|     | Doña Antonia de Ipeñarrieta y Galdós és fia, don Luis Doña Antonia de Ipeñarrieta y Galdós y su hijo don Luis                 | 1631–1632 | 205 × 115     | Prado, Madrid                                             | | 53/54                                 |
|     | Férfikéz Mano de hombre | 1630      | 27 × 24       | 1989-ben ellopták a Királyi Palotából, holléte ismeretlen | Fernando de Valdés érsek portréjának töredéke | 54/56                                 |
|     | Don Pedro de Barberana y Aparregui                                                                                            | 1631–1632 | 198,2 × 111,8 | Kimbell Art Museum, Fort Worth                            | | 55/57                                 |
|     | Don Juan Mateos | 1632      | 108 × 90      | Drezdai Galéria                                           | A kezek vázlatosak | 56/58                                 |
|     | Keresztrefeszített Krisztus Cristo crucificado                                                                                | 1632      | 250 × 170     | Prado, Madrid                                             | | 57/59                                 |
|     | Baltasar Carlos herceg El príncipe Baltasar Carlos                                                                            | 1632      | 117,8 × 95,9  | Wallace Collection, London                                | | 58/60                                 |
|     | IV. Fülöp Felipe IV | 1632      | 127,5 × 86,5  | Kunsthistorisches Museum, Bécs                            | Velázquez műhelyében készült, de egyes szakértők szerint csak a fej és néhány apró részlet tekinthető a festő művének | 59/61                                 |
|     | Bourbon Izabella Isabel de Borbón                                                                                             | 1632      | 132 × 101,5   | Kunsthistorisches Museum, Bécs                            | | 60/62                                 |
|     | A Don Juan de Austria nevű udvari bolond El bufón llamado don Juan de Austria                                                 | 1632–1633 | 210 × 124,5   | Prado, Madrid                                             | | 61/65                                 |
|     | Gaspar de Guzmán, Olivares grófja és hercege lóháton Gaspar de Guzmán, conde-duque de Olivares, a caballo                     | 1634      | 314 × 240     | Prado, Madrid                                             | | 62/66                                 |
|     | Fehér ló Caballo blanco | 1634–1638 | 310 × 245     | Királyi Gyűjtemény, Madrid                                | | 63/67                                 |
|     | III. Fülöp lóháton Felipe III a caballo                                                                                       | 1634–1635 | 305 × 320     | Prado, Madrid                                             | | 64/68                                 |
|     | Ausztriai Margit királyné lóháton La reina Margarita de Austria a caballo                                                     | 1634–1635 | 302 × 311,5   | Prado, Madrid                                             | Velázquez és műhelyének munkája. A királynő fejének és a ló hámjának kezdetben nagyon részletes alakítása Velázquez munkája, míg a ló sörényét és a táj egyes részeit ellenkező irányban festették, a végső alakítás lazább festéstechnikával készült és talán maga Velázquez készítette                                                | 65/69                                 |
|     | Bourbon Izabella kirélyné lóháton La reina Isabel de Borbón, a caballo                                                        | 1634–1635 | 304,5 × 317,5 | Prado, Madrid                                             | Velázquez és műhelyének munkája. | 66/70                                 |
|     | IV. Fülöp lóháton Felipe IV a caballo                                                                                         | 1634–1635 | 305,5 × 317,5 | Prado, Madrid                                             | | 67/71                                 |
|     | Baltasar Carlos herceg lóháton El príncipe Baltasar Carlos a caballo                                                          | 1634–1635 | 209,5 × 174   | Prado, Madrid                                             | | 68/72                                 |
|     | A bredai fegyverletétel (Lándzsák) La rendición de Breda (Las lanzas)                                                         | 1634–1635 | 307,5 × 370,5 | Prado, Madrid                                             | | 69/73                                 |
|     | Juan Martínez Montañés | 1635–1636 | 110,5 × 87,5  | Prado, Madrid                                             | A múzeum régi leltárai szerint "ismeretlen szobrász; feltételezhetően Alonso Cano portréja". Valószínűleg Martínez Montañés van a képen aki éppen IV. Fülöp (vázlatban hagyott) mellszobrát formázza. A szobrot Montañés 1635 júniusa és 1636 februárja között készítette.                                                              | 70/76                                 |
|     | IV. Fülöp vadászruhában Felipe IV en traje de cazador                                                                         | 1632–1633 | 189 × 124,5   | Prado, Madrid                                             | | 71/63                                 |
|     | Ausztriai Ferdinánd bíboros-infáns El cardenal-infante Fernando de Austria                                                    | 1632–1633 | 191,5 × 108   | Prado, Madrid                                             | Mivel a herceg 1632-ben elhagyta Madridot, Velázquez kénytelen volt felhasználni egy korábbi portrét, talán ugyanazt, amelyet a röntgenfelvételek a jelenlegi portré lábánál fordítva mutatnak. | 72/64                                 |
|     | Baltasar Carlos herceg vadászruhában El príncipe Baltasar Carlos cazador                                                      | 1635–1636 | 191 × 102     | Prado, Madrid                                             | | 73/77                                 |
|     | Baltasar Carlos herceg lovaglóleckéje La lección de equitación del príncipe Baltasar Carlos                                   | 1636      | 144 × 96,5    | Duke of Westminster Collection, London                    | | 74/78                                 |
|     | Hölgy legyezővel La dama del abanico                                                                                          | 1635      | 95 × 70       | Wallace Collection, London                                | | 75/79                                 |
|     | Varrónő La costurera | 1635–1643 | 74 × 60       | National Gallery of Art, Washington D.C.                  | Befejezetlen, dátumozása bizonytalan. | 77/81                                 |
|     | Pablo de Valladolid | 1636–1637 | 213,5 × 125   | Prado, Madrid                                             | | 78/82                                 |
|     | Calabacillas, az udvari bolond El bufón Calabacillas                                                                          | 1637–1639 | 105,5 × 82,5  | Prado, Madrid                                             | | 79/83                                 |
|     | Don Cristóbal de Castañeda y Pernia, a Barbarroja nevű udvari bolond El bufón Barbarroja, don Cristóbal de Castañeda y Pernia | 1637–1640 | 200 × 121,5   | Prado, Madrid                                             | A ruha befejezetlen | 80/84                                 |
|     | Szent Antal és Szent Pál, az első remeték San Antonio Abad y san Pablo, primer ermitaño                                       | 1635–1638 | 261 × 192     | Prado, Madrid                                             | | 81/85                                 |
|     | Olivares grófja és hercege El conde-duque de Olivares                                                                         | 1638      | 67 × 54       | Ermitázs, Szentpétervár                                   | | 82/87                                 |
|     | I. Francesco d'Este Francisco I de Este                                                                                       | 1638      | 68 × 51       | Galleria Estense, Modena                                  | | 84/89                                 |
|     | Baltasar Carlos herceg El príncipe Baltasar Carlos                                                                            | 1639      | 128,5 × 99    | Kunsthistorisches Museum, Bécs                            | Velázquez és műhelyének munkája | 86/90                                 |
|     | Férfiportré Retrato de hombre                                                                                                 | 1635–1645 | 76 × 64,8     | Apsley House, London                                      | | 87/91                                 |
|     | Aesopus Esopo | 1639–1641 | 179,5 × 94    | Prado, Madrid                                             | | 88/92                                 |
|     | Menippus Menipo | 1639–1641 | 178,5 × 93,5  | Prado, Madrid                                             | | 89/93                                 |
|     | Mars isten El dios Marte | 1639–1641 | 181 × 99      | Prado, Madrid                                             | | 90/94                                 |
|     | Önarckép Autorretrato | 1640      | 45,8 × 38     | Museu de Belles Arts de València                          | Az udvarhölgyek-en kívül Velázquez egyetlen aláírt önarcképe | 91/96                                 |
|     | Kislány arcképe Retrato de niña                                                                                               | 1640      | 51.5 × 41     | Hispanic Society of America, New York                     | A ruha befejezetlen | 92/97                                 |
|     | Francisco Lezcano, a vallecasi fiú Francisco Lezcano, el Niño de Vallecas                                                     | 1643–1645 | 107,5 × 83,5  | Prado, Madrid                                             | | 93/99                                 |
|     | IV. Fülöp Fraga városában Felipe IV en Fraga                                                                                  | 1644      | 129,8 × 99,4  | Frick Collection, New York                                | | 94/100                                |
|     | Udvari bolond könyvekkel Bufón con libros                                                                                     | kb. 1644  | 106 × 82,5    | Prado, Madrid                                             | Korábban Don Diego de Acedo udvari bolond portréjának vélték | 96/102                                |
|     | El Primo udvari bolond El bufón el Primo                                                                                      | 1645      | 106 × 81,5    | Prado, Madrid                                             | Korábban úgy hitték, hogy Sebastián de Morra udvari bolond portréja, de ma már az El Primo nevű bolonddal azonosítják | 97/103                                |
|     | Szűz Mária megkoronázása Coronación de la Virgen                                                                              | 1645      | 178,5 × 134,5 | Prado, Madrid                                             | | 98/105                                |
|     | Vénusz budoárja/Vénusz a tükörben El tocador de Venus (La Venus del espejo)                                                   |           | 122,5 × 177   | National Gallery of London                                | Keltezése vitatott. 1651 júniusában, Velázquez Itáliából való visszatérése előtt a kép már Madridban volt, így egyes szakértők 1644 és 1648 közé, közvetlenül az itáliai utazás előttre datálják, míg mások stílusa alapján inkább azt feltételezik, hogy 1649 és 1650 között festették Itáliában és külön, csomagként került Madridba. | 100/106                               |
|     | Női alak (Szibilla "tabula rasa"'-val) Figura de mujer (Sibila con «tabula rasa»)                                             | 1644-1648 | 64 × 58       | Meadows Museum, Dallas                                    | | 101/108                               |
|     | Mária Terézia infánsnő La infanta María Teresa                                                                                | 1648      | 48 × 37       | Metropolitan Museum of Art, New York                      | | 102/109                               |
|     | A Santiago-rend lovagja Un caballero de la Orden de Santiago                                                                  | 1645–1650 | 67 × 56       | Gemäldegalerie Alte Meister, Drezda                       | | 103/110                               |

## Második itáliai út (1649–1651)
| Kép | Cím                                 | Dátum     | Méret (cm)  | Gyűjtemény                                 | Megjegyzés | Morán–Sánchez/López-Rey katalógusszám |
| --- | ----------------------------------- | --------- | ----------- | ------------------------------------------ | --- | ------------------------------------- |
|     | Juan de Pareja                      | 1649–1650 | 81,3 × 69,9 | Metropolitan Museum of Art, New York       | | 104/112                               |
|     | Ferdinando Brandani                 | 1650      | 50,5 × 47   | Prado, Madrid                              | | 105/113                               |
|     | X. Ince Inocencio X                 | 1650      | 140 × 120   | Galleria Doria Pamphilj, Róma              | A képet a pápa is aláírta: "Alla santa di Nro Sigre / Innocencio Xº / Per / Diego de Silva / Velázquez dela Ca / mera di S. Mte Cattca" | 106/114                               |
|     | X. Ince Inocencio X                 | 1650      | 82 × 71,5   | Apsley House, London                       | | 107/115                               |
|     | Camillo Massimi                     | 1650      | 73,6 × 58,5 | Kingston Lacy, Dorset                      | | 108/116                               |
|     | Astalli bíboros El cardenal Astalli | 1650–1651 | 61 × 48,5   | Hispanic Society of America, New York City | | 109/117                               |

## Madrid (1651–1660)
| Kép | Cím                                                                                | Dátum     | Méret (cm)   | Gyűjtemény                           | Megjegyzés | Morán–Sánchez/López-Rey katalógusszám |
| --- | ---------------------------------------------------------------------------------- | --------- | ------------ | ------------------------------------ | --- | ------------------------------------- |
|     | Mária Terézia spanyol infánsnő María Teresa, infanta de España                     | 1651–1652 | 34,3 × 40    | Metropolitan Museum of Art, New York | Vágott kép. Egyes feltevések szerint későbbi portrékhoz használt tanulmány                                             | 110/118                               |
|     | Mária Terézia infánsnő La infanta María Teresa                                     | 1651–1653 | 127 × 98.5   | Kunsthistorisches Museum, Bécs       | | 111/119                               |
|     | IV. Fülöp Felipe IV                                                                | 1653–1655 | 69 × 56      | Prado, Madrid                        | | 112/120                               |
|     | Ausztriai Mária Anna, Spanyolország királynéja Mariana de Austria, reina de España | 1652–1653 | 234 × 131,5  | Prado, Madrid                        | A király - talán vázlatos - portréjára ráfestve                                                                        | 113/121                               |
|     | Margarita infánsnő La infanta Margarita                                            | 1653      | 128,5 × 100  | Kunsthistorisches Museum, Bécs       | | 114/122                               |
|     | Margarita infánsnő fehérben és ezüstben La infanta Margarita en blanco y plata     | 1656      | 105 × 88     | Kunsthistorisches Museum, Bécs       | | 115/123                               |
|     | Az udvarhölgyek Las Meninas                                                        | 1656–1657 | 318 × 276    | Museo del Prado, Madrid              | | 116/124                               |
|     | Arachné meséje vagy A szőnyegszövő nők La fábula de Aracne, o Las hilanderas       | c. 1657   | 167 × 252    | Prado, Madrid                        | | 117/107                               |
|     | Ausztriai Mária Anna királyné La reina Mariana de Austria                          | 1655–1656 | 46,5 × 43    | Meadows Museum, Dallas               | Befejezetlen tanulmány más festményekhez                                                                               | 118/125                               |
|     | Mercurius és Argos Mercurio y Argos                                                | 1659      | 128 × 250    | Prado, Madrid                        | Az Alcazar tükörterme számára készült három másik mitológiai témájú festménnyel; azok az 1734-es tűzben megsemmisültek | 120/127                               |
|     | Margarita infánsnő La Infanta Margarita                                            | 1659      | 127 × 107    | Kunsthistorisches Museum, Bécs       | | 121/128                               |
|     | Felipe Prospero herceg El príncipe Felipe Próspero                                 | 1659      | 128,5 × 99,5 | Kunsthistorisches Museum, Bécs       | | 122/129                               |

## Vitatott szerzőségű képek
| Kép | Cím | Dátum         | Méret            | Gyűjtemény                                                                         | Megjegyzés | Morán-Sánchez/López-Rey katalógusszám |
| --- | --- | ------------- | ---------------- | ---------------------------------------------------------------------------------- | --- | ------------------------------------- |
|     | Szűz Mária oktatása La educación de la Virgen                                                                   | kb. 1617      |                  | Yale University Art Gallery                                                        | Mind a négy oldalán vágott, az agresszív restaurálást követően rossz állapotú kép. 2010-ben fedezték fel a Yale Egyetem egyik raktárában. A festő és készítésének időpontja vitatott.                                    |                                       |
|     | Félvér nő/Konyhai jelenet La mulata/Escena de cocina                                                            | kb. 1620      | 55 x 104,5 cm    | Art Institute of Chicago, Chicago                                                  | Rossz állapota miatt szerzője nem állapítható meg bizonyosan, lehet hogy másolat | 4/18                                  |
|     | Fiatalember feje profilban Cabeza de joven de perfil                                                            | kb. 1618-1619 | 39,5 x 35,8 cm   | Ermitázs, Szentpétervár                                                            | | 7/8                                   |
|     | Étkezők Almuerzo de campesinos                                                                                  | kb. 1618-1619 | 96 x 112 cm      | Szépművészeti Múzeum, Budapest                                                     | Rossz állapota és átfestései miatt szerzője nem állapítható meg biztosan. | 8/9                                   |
|     | Kislány portréja/A fiatal Szűz Mária Retrato de niña/Inmaculada joven                                           | kb. 1617-1620 | 57,4 x 44 cm     | Magángyűjtemény                                                                    | 2017-ben került elő magángyűjteményből. Modellje feltehetően ugyanaz a kislány, mint a Szűz Mária oktatása képen. |                                       |
|     | A Szeplőtelen Szűz La Inmaculada                                                                                | kb. 1618-1620 | 142 x 98,5 cm    | Centro de Investigación Diego Velázquez, Fundación Focus-Abengoa, Sevilla          | 1990-ben mutatták be, szerzője vitatott. |                                       |
|     | Szent Péter könnyei Las lágrimas de san Pedro                                                                   | kb. 1618-1619 | 132 x 98,5 cm    | Fondo Cultural Villar Mir, Madrid                                                  | |                                       |
|     | Keresztelő Szent János a pusztában San Juan Bautista en el desierto                                             | kb. 1620      | 175,3 x 152,5 cm | Art Institute of Chicago                                                           | |                                       |
|     | Úriember arcképe Retrato de caballero                                                                           | kb. 1621-1623 | 32 x 23,5 cm     | Magángyűjtemény                                                                    | |                                       |
|     | Pap arcképe Retrato de un clérigo                                                                               | kb. 1622-1623 | 66,5 x 51 cm     | Magángyűjtemény, Madrid                                                            | Felirata "AETATIS SVAE. 40-". Valószínűleg Velázquez műve. | 23/26                                 |
|     | Nemesember (Juan de Fonseca?) Un gentilhombre (¿Juan de Fonseca?)                                               | kb. 1623      | 52 × 40 cm       | Detroit Institute of Arts, Detroit                                                 | |                                       |
|     | Az elhunyt Simón de Rojas tisztelendő atya El venerable padre fray Simón de Rojas difunto                       | 1624          | 101 x 121 cm     | Az Infantado hercegek gyűjteményében, letétben a Valenciai Szépművészeti Múzeumban | Felirat: "AVE MARIA" és jobbra fent "El RºP.M. Fr. Simon D. Roxas". Antonio Palomino leírta, hogy Velázquez lefestette a királyné elhunyt gyóntatóját                                                                    |                                       |
|     | IV. Fülöp Felipe IV                                                                                             | 1624          | 200 x 102,9 cm   | Metropolitan Museum of Art, New York                                               | | 26/29                                 |
|     | Olivares grófja és hercege El conde-duque de Olivares                                                           | 1624          | 201,2 x 111,1 cm | Museo de Arte de São Paulo, São Paulo                                              | | 27/30                                 |
|     | Olivares grófja és hercege El conde-duque de Olivares                                                           | kb. 1624-1626 | 216 x 192,5 cm   | Hispanic Society, New York                                                         | Felirata:el Conde Duque, illetve halványan "A 25", ami vagy az évszám vagy leltári szám lehet | 29/32                                 |
|     | Olivares grófja és hercege El conde-duque de Olivares                                                           | kb. 1624-1625 | 209 x 111 cm     | Colección Várez Fisa, Madrid                                                       | Rossz állapotú kép, a fej kivételével sokhelyütt sérült. | 30/-                                  |
|     | Úriember háromnegyedes portréja Retrato a tres cuartos de un caballero                                          | 1626-1628     | 105 x 79,5 cm    | Museo Soumaya, Mexikóváros                                                         | | -/34                                  |
|     | III. Fülöp portréja Retrato de Felipe III                                                                       | kb. 1628      |                  | Prado, Madrid                                                                      | Feltehetően vázlat A mórok kiűzése c. képhez |                                       |
|     | IV. Fülöp sárga kabátban Felipe IV con jubón amarillo                                                           | kb. 1628      | 205 x 117 cm     | John and Mable Ringling Museum of Arts, Sarasota                                   | A király egy korábbi, páncélos portréja fölé festett kép. |                                       |
|     | Don Juan de Calabazas (Calabacillas)                                                                            | kb. 1626-1632 | 175,5 x 106,5 cm | Cleveland Museum of Arts                                                           | | 36/39                                 |
|     | Sebastián de Huerta portréja Retrato de Sebastián de Huerta                                                     | kb. 1628      | 121 x 101 cm     | Magángyűjtemény                                                                    | |                                       |
|     | Az utolsó vacsora La última cena                                                                                | 1629          | 65 × 52 cm       | Academia de San Fernando, Madrid                                                   | Rossz állapotú festmény, átfestve és restaurálva. Velázquez első itáliai útja alatt készült Tintoretto-másolat |                                       |
|     | Katonák dulakodása a spanyol követség előtt/A verekedés Riña entre soldados ante la embajada de España/La rissa | 1630          | 28,9 × 39,6 cm   | Pallavicini gyűjtemény, Róma                                                       | |                                       |
|     | Szent Rufina Santa Rufina                                                                                       | 1632-1634     | 77 × 64 cm       | Centro de Investigaciones Diego Velázquez, Fundación Focus-Abengoa, Sevilla        | |                                       |
|     | Férfiportré Retrato de hombre                                                                                   | kb. 1630      | 68,6 x 55,2 cm   | Metropolitan Museum of Art, New York                                               | |                                       |
|     | Krisztus a kereszten Cristo en la cruz                                                                          | 1631          | 100 x 57 cm      | Museo del Prado, Madrid                                                            | Aláírás:Do. Velazquez fa. 1631 |                                       |
|     | Hölgy portréja (de Monterrey grófnő?) Retrato de una dama (la condesa de Monterrey?)                            | kb. 1631-1635 | 123,7x 101,7 cm  | Gemäldegalerie, Berlin                                                             | |                                       |
|     | Fiatal hölgy Dama joven                                                                                         | kb. 1635      | 98 x49 cm        | Devonshire hercegének gyűjteménye, Chatsworth House, Egyesült Királyság            | | 76/80                                 |
|     | Szent Antal apát San Antonio Abad                                                                               | kb. 1635-1638 | 55,8 x 40 cm     | Magángyűjtemény                                                                    | | -/86                                  |
|     | IV. Fülöp vadkanvadászata La tela real                                                                          | kb. 1636-1638 | 182 x 302 cm     | National Gallery of London                                                         | | 85/-                                  |
|     | Olivares grófja és hercege El conde-duque de Olivares                                                           | kb. 1638      | 10 x 8 cm        | Patrimonio Nacional, Galería de las Colecciones Reales, Madrid                     | | 83/88                                 |
|     | Don Francisco Bandrés de Abarca                                                                                 | kb. 1638-1646 | 64 x 53 cm       | Magángyűjtemény, New York                                                          | | -/95                                  |
|     | IV. Fülöp lovas portréja Retrato ecuestre de Felipe IV                                                          | kb. 1645      | 393 x 267 cm     | Uffizi, Firenze                                                                    | Feltehetően Mazo másolata arról az elveszett allegorikus portréról, amelyet Rubens 1628-1629-es madridi tartózkodása alatt festett, és amelyen Velázquez festette volna a fejet a IV. Fülöp Fraga városában kép alapján. | 95/101                                |
|     | Don Sebastián de Morra udvari bolond El bufón don Sebastián de Morra                                            | kb. 1645      | 106 x 84,5 cm    | Magángyűjtemény, Svájc                                                             | | -/104                                 |
|     | Don Juan Francisco de Pimentel, Benavente 10. grófja Don Juan Francisco de Pimentel, X conde de Benavente       | 1648          | 109,5 x 88,5 cm  | Museo del Prado, Madrid                                                            | | 99/-                                  |
|     | Parasztlány (Galíciai lány) Joven campesina (La gallega)                                                        | 1645-1650     | 65 × 51 cm       | Magángyűjtemény, USA                                                               | -/111 |                                       |
|     | Juan de Córdoba portréja Retrato de Juan de Córdoba                                                             | kb. 1650      | 67 × 50 cm       | Musei Capitolini, Róma                                                             | |                                       |
|     | Olimpia Maidalchini Pamphilij                                                                                   | 1650          | 77,4 × 61 cm     |                                                                                    | Mintegy 200 év után 2019-ben került elő egy holland magángyűjteményből. A kép X. Ince pápa sógornőjét ábrázolja |                                       |
|     | Cristoforo Segni                                                                                                | kb. 1650-1651 | 144 × 92 cm      | Magángyűjtemény                                                                    | Felirata: "Alla Santta. di Nro. Sig.re. Innocenzio Xº Mons Maggiordomo ne parti a S.Sta. Per Diego de Silva Velasq. e Pietro Martire Neri".                                                                              |                                       |
|     | Margarita infánsnő La infanta Margarita                                                                         | 1653          | 115 x 91 cm      | Alba hercegének gyűjteménye, Madrid                                                | Feltehetően Mazo másolata Velázquez bécsi képéről. |                                       |
|     | IV: Fülöp Felipe IV                                                                                             | 1656-1657     | 64 x 53,75 cm    | National Gallery of London                                                         | | 123/-                                 |
|     | Ausztriai Mária Anna királyné La reina Mariana de Austria                                                       | kb. 1656-1657 | 64,7 x 54,6 cm   | Museo Thyssen-Bornemisza, Madrid                                                   | | 119/126                               |

## Rajzok
| Kép | Név                                                              | Dátum     | Technika             | Méret (cm)  | Gyűjtemény                                            | Megjegyzés                         | Brown/López-Rey katalógusszám |
| --- | ---------------------------------------------------------------- | --------- | -------------------- | ----------- | ----------------------------------------------------- | ---------------------------------- | ----------------------------- |
|     | Lány mellképe Busto de muchacha                                  | 1618      | Szén, papír          | 20 × 13,5   | Biblioteca Nacional de España, Madrid                 |                                    | DQ6/4                         |
|     | Lányfej Cabeza de muchacha                                       | 1618      | Szén, papír          | 15 × 11,7   | Biblioteca Nacional de España, Madrid                 |                                    | DQ1/5                         |
|     | Tanulmány a A keresztény lélek által szemlélt Krisztus-hoz       | 1626–1628 |                      |             | Korábban a gijóni Instituto Jovellanos-ban.           | 1936-ban elpusztult.               | DQ5/35b                       |
|     | Tanulmány a Bredai fegyverletétel-hez                            | 1634–1635 | fekete ceruza, papír | 26,2 × 16,8 | Biblioteca Nacional de España, Madrid                 |                                    | D2a/74                        |
|     | Tanulmány Spinola tábornok alakjához a Bredai fegyverletétel-nél | 1634–1635 | Fekete ceruza, papír | 26,2 × 16,8 | Biblioteca Nacional de España, Madrid                 | Az előző rajz hátoldalán           | D2b/75                        |
|     | Don Gaspar de Borja y Velasco portréja                           | 1643–1645 | Fekete ceruza, papír | 18,6 × 11,6 | Real Academia de Bellas Artes de San Fernando, Madrid | Tanulmány egy elveszett portréhoz. | D1/98                         |

## Fordítás
- Ez a szócikk részben vagy egészben  az   Anexo:Cuadros de Velázquez című spanyol Wikipédia-szócikk ezen változatának fordításán alapul.  Az eredeti cikk szerkesztőit annak laptörténete sorolja fel. Ez a jelzés csupán a megfogalmazás eredetét és a szerzői jogokat jelzi, nem szolgál a cikkben szereplő információk forrásmegjelöléseként.